# Bill Sharman
William «Bill» Walton Sharman (Abilene, Texas, 25 de maig de 1926 — Redondo Beach, Califòrnia, 25 d'octubre de 2013) va ser un basquetbolista estatunidenc. És conegut per la seva etapa als Boston Celtics de l'NBA entre els anys 1951 i 1961, en què formà juntament amb Bob Cousy la que alguns consideren com la millor dupla defensiva de la història de la competició. En la seva etapa com a jugador dels Celtics, Sharman aconseguí 4 títols de l'NBA, fou escollit per l'All-Star 8 vegades i pel primer equip All-NBA en 4 ocasions. Immediatament després de retirar-se, Sharman començà a entrenar equips de l'ABL, de l'ABA i de l'NBA, amb els quals aconseguí diversos èxits i presumiblement s'inventà els shootarounds, sessions informals de tir a cistella el dia d'un partit, actualment ubiqüitàries.
Sharman fou el primer esportista nord-americà en conquerir un campionat com a jugador, entrenador i executiu. A més dels quatre anells conquerits amb els Celtics, els Los Angeles Lakers guanyaren una NBA amb ell d'entrenador i cinc més amb ell d'executiu, per un total de 10 campionats de l'NBA. Endemés, Sharman guanyà un títol de l'ABL entrenant els Cleveland Pipers i un de l'ABA entrenant els Utah Stars. Sharman és un dels pocs membres del Basketball Hall of Fame que hi és alhora com a jugador, incorporat el 1976, i com a entrenador, el 2004. El 1996 fou escollit com un dels 50 millors jugadors de la història de l'NBA.